# واکنش‌پذیری (شیمی)

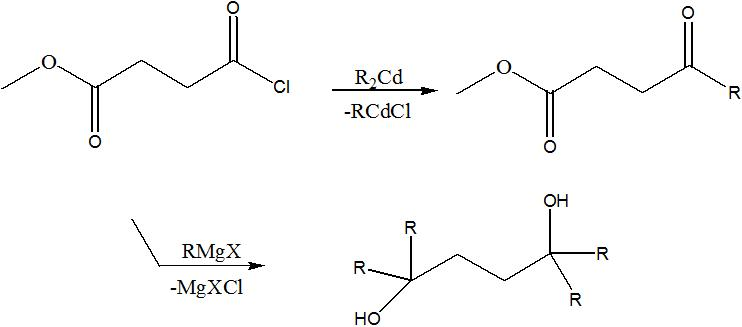
واکنش پذیری

واکنش‌ پذیری در شیمی عبارت است از استعدادی که یک مادهٔ شیمیایی در ایجاد واکنش شیمیایی در خودش نشان می‌دهد که یا در خودش صورت می‌گیرد یا با مواد دیگر و در مجموع منجر به آزاد سازی انرژی می‌شود.
سرعت هر واکنش با معادله سرعت سنجیده می‌شود:
{\displaystyle {\ce {Reactants -> Products}}}
{\displaystyle {\text{Rate}}=k\cdot [{\ce {A}}]}
بنابراین اگر داشته باشیم:
{\displaystyle {\ce {A + B -> C + D}}}
آنگاه:
{\displaystyle {\text{Rate}}=k\cdot [{\ce {A}}]^{n}\cdot [{\ce {B}}]^{m}}
که در آن n و m به ترتیب درجهٔ جزئی واکنش نسبت به واکنشگر A و B و k ثابت واکنش است.